# 奧斯卡 (足球運動員)
小奧斯卡·杜斯·山度士·艾保亞巴（葡萄牙語：Oscar dos Santos Emboaba Júnior，1991年9月9日—），通稱奥斯卡（Oscar），是一名巴西足球运动员，司职或边锋，现效力巴甲球會聖保羅。
奧斯卡在巴西球會聖保羅開始足球生涯，後於2009年轉投國際體育會時因合約問題與聖保羅對簿公堂。他在國際體育會的三年間曾兩次贏得足球聯賽，以及在2011年贏得南美超級盃。他在球會及國際賽的表現出色，令英超球會車路士在2012年簽入他。2017年1月，中超球會上海上港以打破亞洲轉會紀錄的6000萬英鎊轉會費簽入奧斯卡。2024年12月，奧斯卡在與上海海港的合約結束回到祖國，加盟母會聖保羅。
他曾代表巴西參加國際比賽。2011年8月20日，奧斯卡成為首位於國際足協U-20世界盃決賽上演帽子戲法的球員，協助巴西U20贏得冠軍。他在2011年首次為巴西國家隊上陣，並隨隊贏得2013年洲際國家盃，以及在2014年世界盃取得殿軍。

## 球會生涯

### 早期生涯

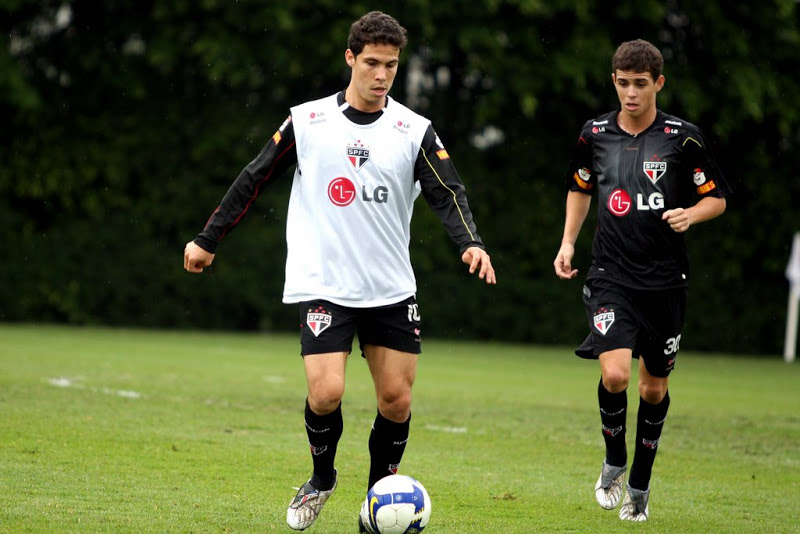
2009年，奧斯卡與隊友埃尔纳内斯於圣保罗訓練

奧斯卡出生於圣保罗州亚美利加纳，並在當地球會巴巴朗斯開始足球生涯，並吸引了球探的注意，使他能在2004年以轉投州首府球會聖保羅的青訓學院。
2008年8月28日，奧斯卡在對陣帕拉尼恩斯的南美球會盃比賽中上演生涯地標戰，他於互射十二碼階段主射的十二碼被對手門將撲出，球隊最終被淘汰。2009年3月13日，他在對陣米拉索爾的比賽中首次在聯賽上陣，協助球隊以5–0勝出。年僅17歲的奥斯卡在該賽季为圣保罗在联赛中上陣11次。
2009赛季结束后，奥斯卡和圣保罗出现合同争议，奥斯卡的經理人称俱乐部并没有支付他们之前承诺给奥斯卡的薪金，因此他和圣保罗的合同是无效的。及后奥斯卡自由转会加盟另一支巴甲球队國際體育會，但圣保罗认为奥斯卡仍是属于自己球队的一员，并提出申诉禁止奥斯卡代表國際體育會参與比赛。2012年5月30日，圣保罗和國際體育會就奥斯卡的合約问题达成協議，國際體育會以約600萬歐元的費用買斷了奧斯卡的合約。

### 國際體育會
奧斯卡在國際體育會的首個賽季主要為球會U23梯隊出賽，在2010賽季只為球會一隊於各項比賽上陣6次，並未入球。
2011年2月23日，奧斯卡在對陣基亞帕斯美洲虎的南美自由盃比賽中首次為國際體育會入球，協助球隊以4–0勝出。同年6月5日，他在對陣阿美利加明尼路的巴甲比賽中梅開二度，協助球隊以4–2擊敗對手，這是奧斯卡首次為國際體育會於聯賽入球

### 車路士

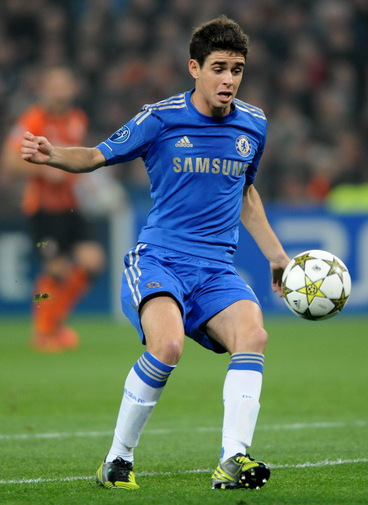
2012年10月，奧斯卡在對陣薩克達的歐聯比賽中為車路士上陣

2012年7月16日，車路士與國際體育會達成協議簽入奧斯卡，轉會費約6157萬巴西雷亚尔。同月25日，車路士宣布了奧斯卡的轉會，他簽下一張為期五年的合約。2012年8月19日，奧斯卡在對陣韋根的聯賽揭幕戰首次為車路士上陣，在比賽第64分鐘後備入替同是上演地標戰的伊登·夏薩特。
2012年9月19日，奧斯卡在對陣祖雲達斯的歐聯小組賽中首次為車路士正選上陣，他於比賽中射入兩球，其中第二個入球在季尾獲得了球隊的年度最佳入球獎項。車路士最終以2–2賽和對手，奧斯卡獲頒本場比賽最佳球員。奧斯卡在三天後首次為車路士於英超正選上陣，協助球隊以1–0擊敗史篤城。
奧斯卡在對陣薩克達的歐聯分組賽賽事中射入賽季第三球，車路士作客以2–1敗予該烏克蘭球隊。他於主場對陣薩克達的比賽中再次入球，在離龍門約40碼位置射入空門，協助球隊以3–2勝出。他亦於對陣洛斯查蘭特最後一輪分組賽賽事中入球，車路士最終以一場6–1大勝結束歐聯衛冕之旅。
車路士於11月21日解雇時任領隊羅拔圖·迪馬堤奧，繼任的看守領隊拉菲爾·賓尼迪斯在他的頭七場比賽僅給予奧斯卡三次正選機會。賓尼迪斯在世冠盃決賽再次棄用奧斯卡，並在車路士落敗後接受訪問，讚賞了奧斯卡的態度，他相信自己與奧斯卡之間沒有任何芥蒂。奧斯卡在12月23日對陣阿士東維拉中射入十二碼，此入球是奧斯卡首個英超入球。車路士最終以8–0大勝。
2013年2月14日，車路士在歐霸盃32強賽事首回合作客布拉格斯巴達，奧斯卡於比賽第82分鐘後備入替馬達，並在一分鐘後攻破對手守門員的大門，協助球隊以1–0勝出，令車路士帶着一球優勢進入比賽次回合。同年5月15日，奧斯卡在對陣賓菲加的歐霸盃決賽正選上陣，協助車路士以2–1勝出奪冠，是奧斯卡在加盟車路士後的首個冠軍。 

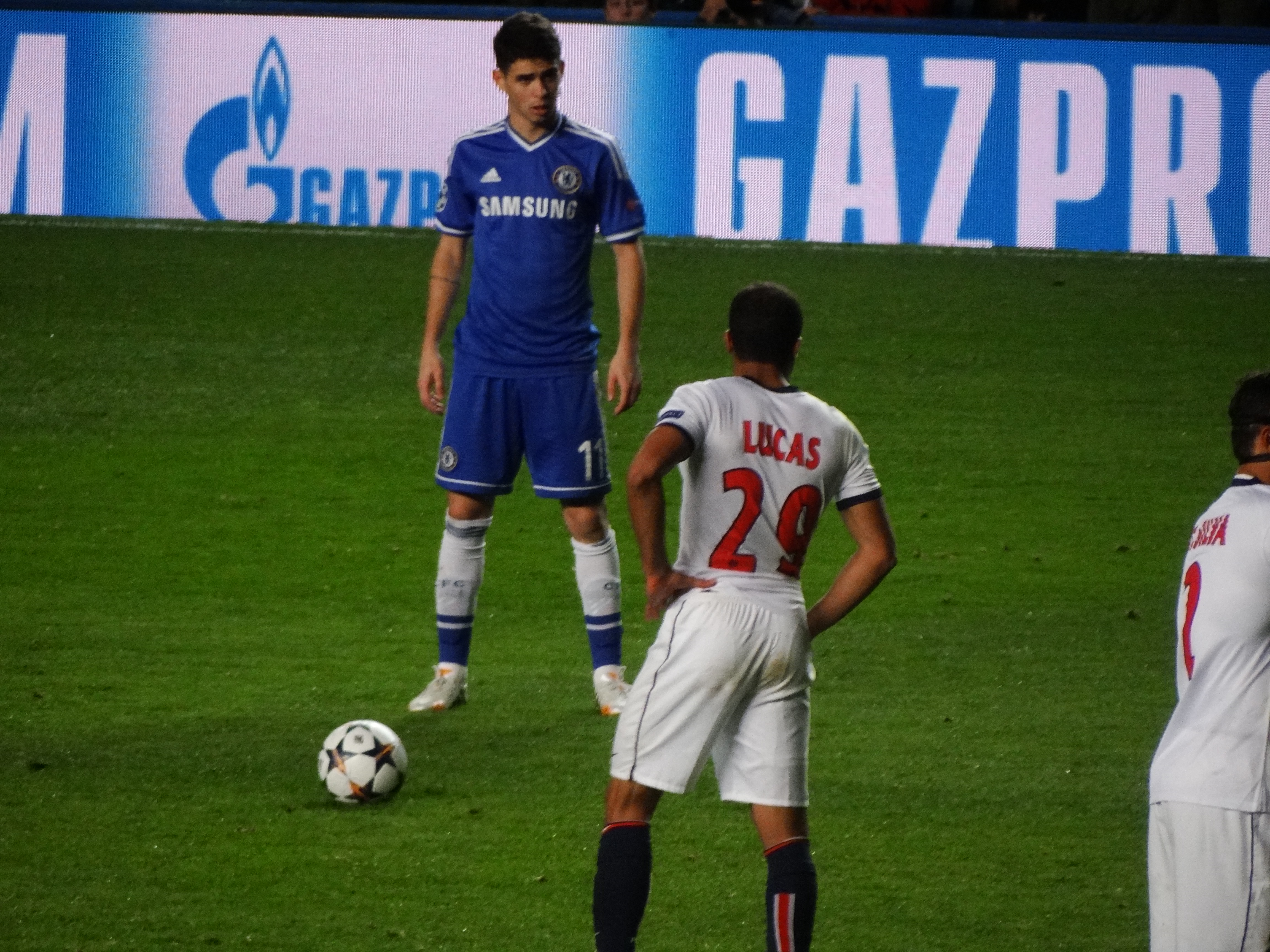
2014年4月8日，奧斯卡於對陣巴黎聖日耳門的歐聯比賽時準備主射任意球

2013年8月18日，奧斯卡在2013–14賽季揭幕戰射入車路士該賽季的首個入球，協助球隊以2–0擊敗侯城。他在9月21日對陣富咸的比賽為球隊打開紀錄，車路士以2–1擊敗同市球隊。2014年元旦，車路士作客以3–0擊敗修咸頓，奧斯卡參與了車路士的所有入球，包括射入一球及交出兩個助攻。同年3月23日，車路士對陣第1000次由帶隊比賽的阿仙奴。比賽期間被認錯為而被錯誤逐出，車路士最終以6–0大勝十人應戰的阿仙奴，其中奧斯卡射入球隊的第四個及第五個入球。
在2014–15賽季開始前，奧斯卡歸還了他身穿的11號球衣予回歸車路士的迪迪亞·杜奧巴，並接過離隊的法蘭克·林柏特所穿的8號球衣。他接受訪問時表示：「迪迪亞（杜奧巴）是車路士的傳奇及資深球員。我對於他能穿起11號球衣而我能穿起8號球衣感到高興。林柏特是球會的另一名傳奇，我希望我在穿起這件球衣時能夠與他一樣成功。」。奧斯卡於季初的好表現令球隊於2014年11月與他續約五年。2015年1月17日，奧斯卡於對陣史雲斯的上半場梅開二度，包括在比賽開始後僅50秒入球，協助球隊作客以5–0取勝。同年4月26日，他在對陣阿仙奴的英超比賽中與對方守門員在比賽中相撞，奧斯卡頭部受傷，須送院檢查。他在第二日被允許離開醫院。
2015年8月8日，奧斯卡在對陣史雲斯的球季揭幕戰再次射入車路士球季的首個入球，但在守門員被球證以紅牌逐出後被提早換出。同年9月16日，奧斯卡在對陣特拉維夫馬卡比的歐聯比賽中射入十二碼，協助球隊以4–0勝出首輪分組賽。在球會領隊荷西·摩連奴被解雇後的首場比賽，奧斯卡在主射十二碼時不慎摔倒後射失，球隊僅以2–2賽和升班馬屈福特。2016年1月31日，奧斯卡在對陣米尔顿凯恩斯的足總盃第四圈比賽中射入車路士生涯的首個帽子戲法，車路士以5–1勝出晉級。
2016年10月26日，奧斯卡在對陣韋斯咸的2–1聯賽盃敗仗中第200次為車路士上陣。

### 上海海港
2016年12月23日，中超球隊上海上港宣佈以高達6000萬英鎊的轉會費從車路士簽下奥斯卡，他將在冬季轉會窗於1月1日開始時正式加盟。奧斯卡的轉會費打破了當時的亞洲轉會費紀錄。奧斯卡據報簽下了一紙為期四年，週薪達40萬英鎊（年薪2000萬）的合約，令奧斯卡成為當時最高薪的足球員之一。奧斯卡當時表示，有眾多歐洲球會對他有興趣，但他最終選擇了在中國繼續足球生涯，因為「中國（球會）擁有強大的經濟能力，他們能夠提出令人無法拒絕的合約。」。他亦表示有興趣在與上海上港的合約結束後回到歐洲，參與最高水平的賽事。
奧斯卡在對陣沙特阿拉伯球會巴廷的友誼賽中上演地標戰並入球。2017年2月7日，他在對陣泰國球會素可泰的亞足聯冠軍聯賽外圍賽附加賽圈首次在正式賽事為上海上港上陣，射入一球，協助球隊以3–0勝出並晉級。同年4月11日，奧斯卡在對陣浦和紅鑽的亞冠盃賽事中兩次射失十二碼，間接令球隊以1–0落敗。他於10天後對陣河北華夏幸福的聯賽比賽中射入首個中超入球，上海上港以3–0在主場取勝。
2017年6月18日，上海上港作客廣州富力，奧斯卡在上半場補時階段助攻，射入追和一球，對方球員隨即向球證投訴浩克越位。奧斯卡在雙方球員包圍球證之際把皮球踢向對手球員，引起雙方球員爭執，其中隊友傅欢及對方球員李提香於衝突後被逐離場。儘管奧斯卡在衝突中並未被罰，他在賽後被賽會以引起衝突為由停賽八場，以及罰款四萬元人民幣。
奧斯卡在2018賽季為上海上港射入12球，協助球隊首次奪得聯賽冠軍。
2019年12月，奧斯卡與上海上港續約，合約為期五年，年薪約2400萬歐羅。2021賽季，奧斯卡在球會隊長約滿離隊後接任成為隊長。
2022年1月，西甲球會巴塞隆那對奧斯卡提出報價，但轉會最終未能成事。同年5月，奧斯卡因家事缺席了球隊開季的操練及首七輪中超賽事。他在6月歸隊，參與了中超第一階段的最後三場賽事，但在7月的休季期期間再次因家庭原因回到巴西。同年8月，奧斯卡與巴甲球會法林明高達成外借轉會的個人協議，但上海海港拒絕讓他離隊。他最終於2023年1月再次歸隊，並為球隊在足協盃賽事中上陣。
2023賽季，奧斯卡隨隊奪得當屆中超冠軍，並在中超共交出13個助攻，成為聯賽助攻王。他在賽季結束後後獲選入當季中超最佳陣容。
2024年9月，奧斯卡在接受巴西媒體《聖保羅頁報》的訪問時表示，由於母親年邁和其他家庭因素，他很大機會在季尾與上海海港約滿後離隊。同年10月27日，在對陣沧州雄狮的比赛中，奥斯卡送出了一次助攻，這是他於2024赛季在聯賽賽事中的第19次助攻，刷新了自有统计以来中超球员单赛季助攻数纪录。同年11月2日，他在對陣天津津門虎的5–0勝仗中射入十二碼，並交出一個助攻，協助球隊在賽季煞科日奪得聯賽冠軍。同年12月25日，上海海港宣佈奧斯卡離隊。

### 回歸聖保羅
2024年12月25日，巴甲球會聖保羅宣布奧斯卡在與上海海港約滿後回歸母會。

## 國家隊生涯

### 青年隊
2011年7月，奧斯卡入选巴西U20参加在哥伦比亚进行的2011年國際足協U-20世界盃。同年8月20日，奧斯卡於賽事決賽中上演帽子戲法，協助巴西以3–2擊敗葡萄牙奪冠。奧斯卡成為首個於U-20世界盃決賽中上演帽子戲法的球員。

### 2012年奧運會
奧斯卡在2012年7月入選巴西的奧運足球項目18人參賽名單，他在巴西的第一場分組賽交出兩個助攻，協助球隊以3–2擊敗埃及。他在對陣白俄羅斯的比賽的補時階段射入巴西的第三球，巴西以3–1勝出後晉級半準決賽。他於對陣韓國的準決賽中再次交出兩個助攻，協助球隊在奧脫福球場以3–0取勝。巴西最終在金牌戰中以2–1敗予墨西哥仅得银牌。

### 成年國家隊

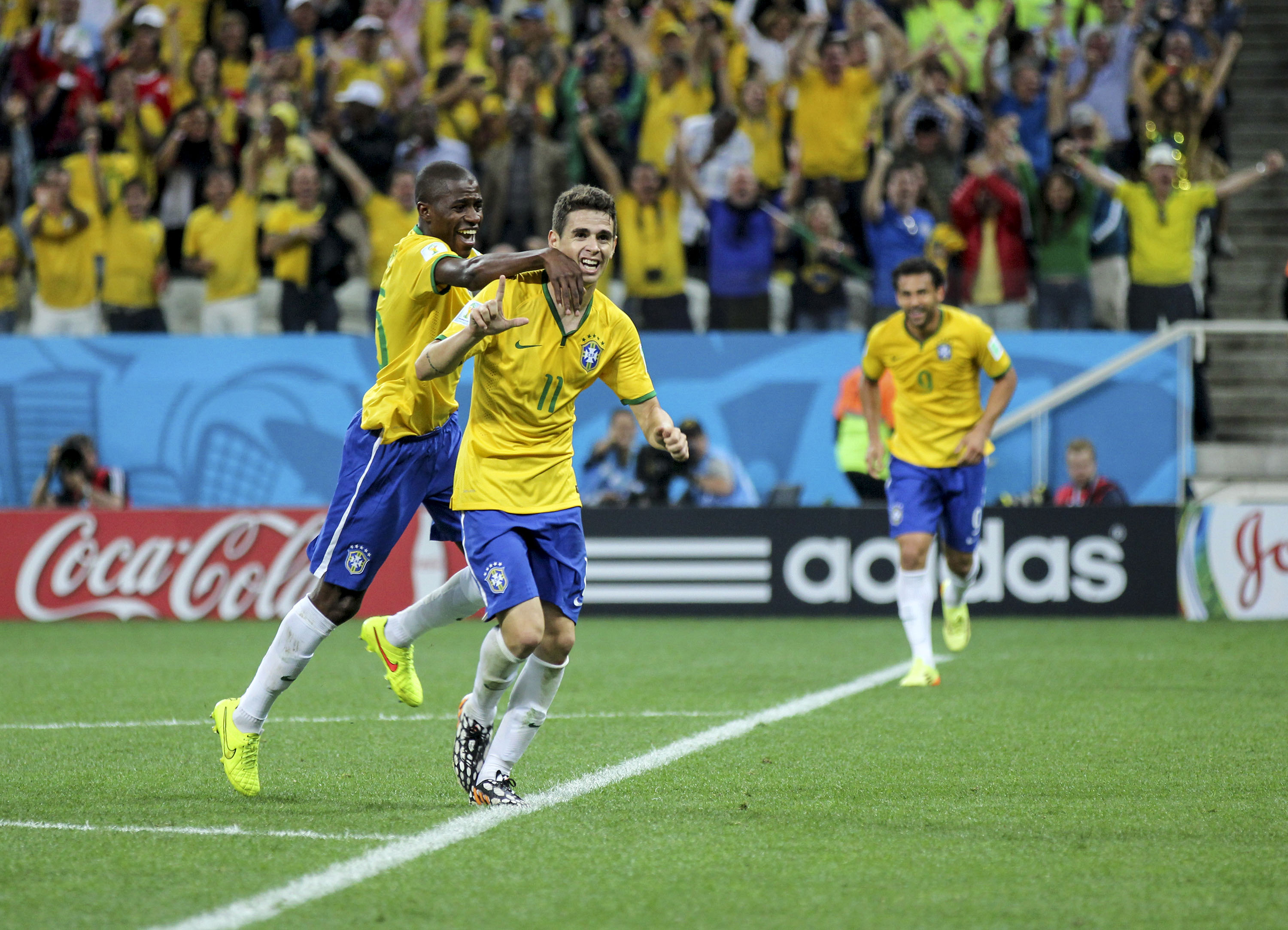
奧斯卡於2014年世界盃對陣克羅地亞入球後慶祝

2011年9月14日，奧斯卡在對陣阿根廷的熱身賽中後備上場，首次代表巴西成年国家队。后來由于同樣是進攻中場的甘索的受傷患困擾，令奧斯卡获得更多的国际比赛机会。
2012年6月9日，奧斯卡在對陣阿根廷的熱身賽中射入個人首個國家隊入球，巴西最終以4–3落敗。他在三個月後對陣中國的熱身賽中射入十二碼，並交出三個助攻，協助球隊以8–0大勝。同年10月11日，他在對陣伊拉克的熱身賽中梅開二度，協助巴西以6–0勝出。
2013年3月25日，奧斯卡在當時效力球會車路士的主場史丹福橋球場為巴西上陣，巴西最終以1–1賽和俄羅斯。
奧斯卡在2013年5月14日入選巴西的2013年洲際國家盃參賽名單。他於巴西的全部五場比賽皆以正選上陣，並在決賽交出一個助攻，協助球隊以3–0擊敗西班牙奪冠。
2014年5月7日，奧斯卡入選巴西主場出戰2014年世界盃的決選名單。6月12日，他在對陣克羅地亞的揭幕戰於補時階段入球，令巴西以3–1勝出。7月8日，在巴西以7–1敗予德國的半決賽賽事中，奧斯卡於比賽第90分鐘射入巴西的唯一入球。
奧斯卡因傷而未能入選2015年美洲國家盃參賽名單。他在2016年10月最後一次被巴西國家隊徵召，但並未上陣。

## 比賽風格

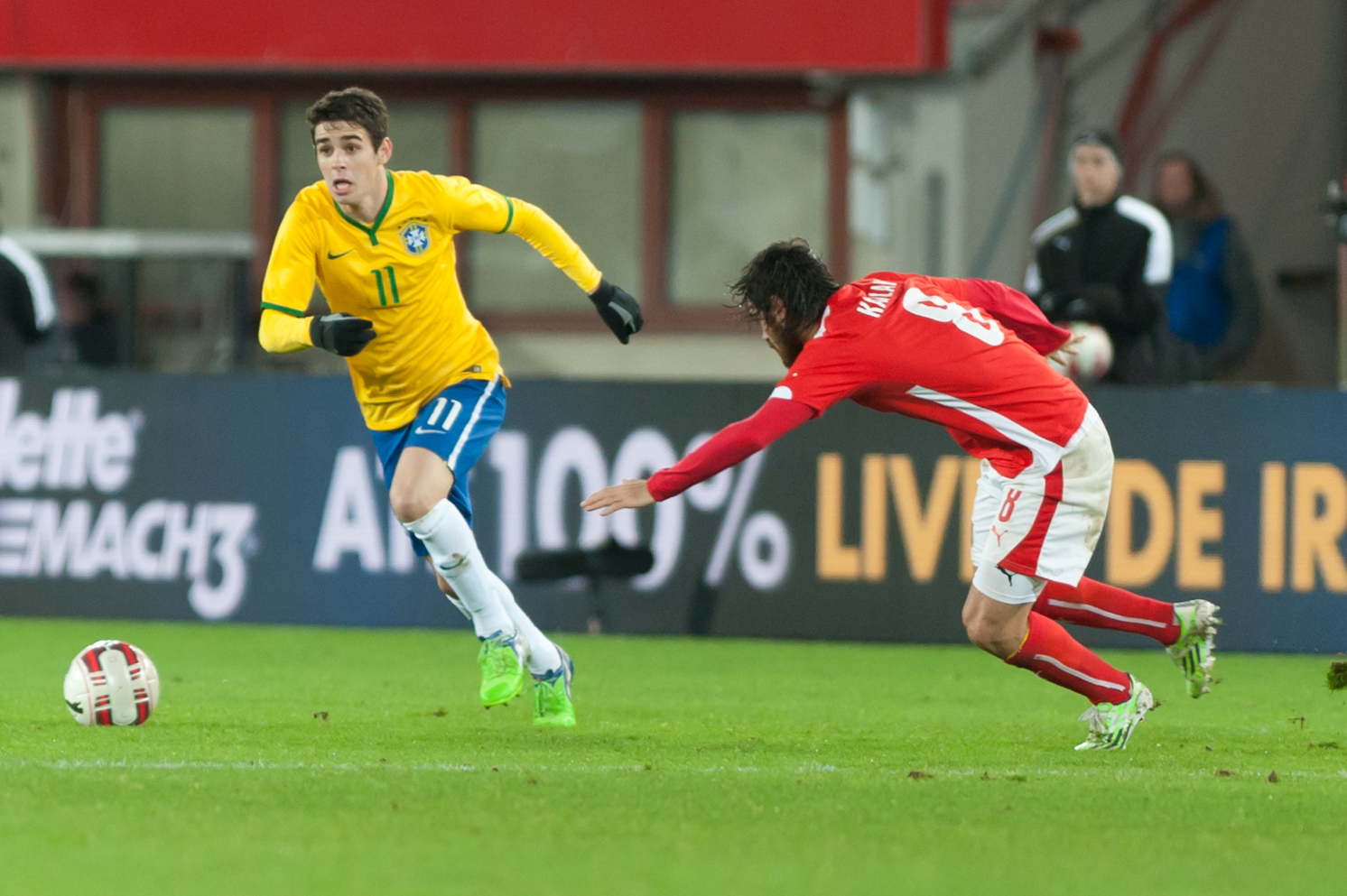
奧斯卡於2014年為巴西上陣

奧斯卡作為一名進攻型組織核心，他擁有出眾的視野，並能夠準確地作出短傳，使他能交出具威脅的傳球。奧斯卡亦能在進攻時擔任組織的角色，他的無球走動、在球技術、傳球及射門能力令他在禁區內外皆能製造出入球威脅。儘管他在國際體育會時主要被用作前鋒背後的第二前鋒或中間的進攻中場，他在轉會車路士後曾分別擔任左、中、右進攻中場。他在車路士時為球隊的進攻催化劑，能夠在位置尷尬的情況下製造進攻機會。在領隊摩連奴麾下，奧斯卡是球隊中場主要組織核心，他在球場上的能量、跑動量、堅韌性及高位迫搶能力使他成為摩連奴喜愛的球員。他在聖保羅及安東尼奧·孔蒂麾下的車路士亦曾擔任位置較後的墮後中場以及全能中場。
奧斯卡被Goal.com的車路士隨隊記者Nizaar Kinsella認為他的比賽表現未夠穩定，尤其是他在效力車路士的後期，他未能適應車路士於換帥期期間頻繁的戰術轉變，令他未能穩定地獲得正選上陣機會。

## 個人生活
奧斯卡兒時家境清貧，父親在1994年因交通意外身亡，他與當時懷着他妹妹Gabriela的媽媽Sueli相依為命。Sueli倚靠販賣自製的衣服予附近居民以養活奧斯卡在內的三個孩子，因此奧斯卡在轉會車路士後曾表示他在足球上的成功功勞全歸他的媽媽，他在轉會上海上港後亦曾表示比起自己的足球生涯，他更緊張他家庭的生活。
奧斯卡在2011年與他的青梅竹馬，日本裔巴西人Ludmila結婚。他們的女兒Júlia在2014年出生，兒子Caio在2016年出生。
奧斯卡亦是一名天主教徒，他在每場比賽前皆會祈禱，以放鬆心情。他在加盟車路士後成為當時的隊友桑·馬達及效力同市球會富咸的的鄰居。

## 生涯統計

### 球會
最後更新：2024年12月3日
| 效力球會   | 球季     | 聯賽     | 聯賽 | 聯賽 | 國家盃賽 | 國家盃賽 | 聯賽盃賽 | 聯賽盃賽 | 洲際賽事 | 洲際賽事 | 其他 | 其他 | 總計 | 總計 |
| 效力球會   | 球季     | 聯賽     | 上陣 | 入球 | 上陣     | 入球     | 上陣     | 入球     | 上陣     | 入球     | 上陣 | 入球 | 上陣 | 入球 |
| ---------- | -------- | -------- | ---- | ---- | -------- | -------- | -------- | -------- | -------- | -------- | ---- | ---- | ---- | ---- |
| 聖保羅     | 2008     | 巴甲     | 0    | 0    | 0        | 0        | —        | —        | 1        | 0        | —    | —    | 1    | 0    |
| 聖保羅     | 2009     | 巴甲     | 11   | 0    | 0        | 0        | —        | —        | 1        | 0        | 1    | 0    | 13   | 0    |
| 聖保羅     | 總計     | 總計     | 11   | 0    | 0        | 0        | —        | —        | 2        | 0        | 1    | 0    | 14   | 0    |
| 國際體育會 | 2010     | 巴甲     | 5    | 0    | 0        | 0        | —        | —        | 0        | 0        | 1    | 0    | 6    | 0    |
| 國際體育會 | 2011     | 巴甲     | 26   | 10   | 0        | 0        | —        | —        | 6        | 3        | 12   | 0    | 44   | 13   |
| 國際體育會 | 2012     | 巴甲     | 5    | 1    | 0        | 0        | —        | —        | 6        | 1        | 9    | 4    | 20   | 6    |
| 國際體育會 | 總計     | 總計     | 36   | 11   | 0        | 0        | —        | —        | 12       | 4        | 22   | 4    | 70   | 19   |
| 車路士     | 2012–13  | 英超     | 34   | 4    | 7        | 2        | 5        | 0        | 15       | 6        | 3    | 0    | 64   | 12   |
| 車路士     | 2013–14  | 英超     | 33   | 8    | 3        | 2        | 0        | 0        | 10       | 1        | 1    | 0    | 47   | 11   |
| 車路士     | 2014–15  | 英超     | 28   | 6    | 2        | 0        | 4        | 1        | 7        | 0        | —    | —    | 41   | 7    |
| 車路士     | 2015–16  | 英超     | 27   | 3    | 4        | 3        | 1        | 0        | 7        | 2        | 1    | 0    | 40   | 8    |
| 車路士     | 2016–17  | 英超     | 9    | 0    | 0        | 0        | 2        | 0        | —        | —        | —    | —    | 11   | 0    |
| 車路士     | 總計     | 總計     | 131  | 21   | 16       | 7        | 12       | 1        | 39       | 9        | 5    | 0    | 203  | 38   |
| 上海海港   | 2017     | 中超     | 22   | 3    | 6        | 3        | —        | —        | 12       | 3        | —    | —    | 40   | 9    |
| 上海海港   | 2018     | 中超     | 29   | 12   | 3        | 0        | —        | —        | 8        | 4        | —    | —    | 40   | 16   |
| 上海海港   | 2019     | 中超     | 28   | 9    | 3        | 2        | —        | —        | 10       | 3        | 1    | 0    | 42   | 14   |
| 上海海港   | 2020     | 中超     | 16   | 5    | 1        | 1        | —        | —        | 6        | 0        | —    | —    | 23   | 6    |
| 上海海港   | 2021     | 中超     | 22   | 5    | 3        | 0        | —        | —        | 0        | 0        | —    | —    | 25   | 5    |
| 上海海港   | 2022     | 中超     | 3    | 1    | 2        | 1        | —        | —        | —        | —        | —    | —    | 5    | 2    |
| 上海海港   | 2023     | 中超     | 30   | 9    | 2        | 0        | —        | —        | 1        | 0        | —    | —    | 33   | 9    |
| 上海海港   | 2024     | 中超     | 29   | 14   | 4        | 1        | —        | —        | 6        | 1        | 1    | 0    | 40   | 16   |
| 上海海港   | 總計     | 總計     | 179  | 58   | 24       | 8        | —        | —        | 43       | 11       | 2    | 0    | 248  | 77   |
| 聖保羅     | 2025     | 巴甲     | 0    | 0    | 0        | 0        | 0        | 0        | 0        | 0        | 11   | 2    | 11   | 2    |
| 生涯總計   | 生涯總計 | 生涯總計 | 357  | 90   | 40       | 15       | 12       | 1        | 96       | 24       | 41   | 6    | 546  | 136  |

1. ↑  於南美球會盃賽事上陣。
2. 1 2 3  於南美自由盃賽事上陣。
3. 1 2  於聖保羅州聯賽上陣。
4. ↑  於世冠盃賽事上陣。
5. 1 2  於南大河州联赛上陣。
6. ↑  其中6場歐冠, 9場歐霸盃。
7. ↑  其中5個歐冠入球, 1個歐霸盃入球。
8. ↑  其中1場歐洲超級盃, 2場世冠盃。
9. 1 2 3  於歐冠賽事上陣。
10. ↑  於歐洲超級盃上陣。
11. ↑  於英格蘭社區盾上陣。
12. 1 2 3 4 5 6  於亞冠盃賽事上陣。
13. 1 2  於中国超级杯上陣。

### 國家隊
最後更新：2015年11月18日
| 代表國家隊 | 年份 | 上陣 | 入球 |
| ---------- | ---- | ---- | ---- |
| 巴西       | 2011 | 2    | 0    |
| 巴西       | 2012 | 10   | 4    |
| 巴西       | 2013 | 16   | 4    |
| 巴西       | 2014 | 16   | 3    |
| 巴西       | 2015 | 4    | 1    |
| 總計       | 總計 | 48   | 12   |

| #   | 日期           | 地點                       | 對手   | 入球比數 | 最終比數 | 賽事                 | 參考    |
| --- | -------------- | -------------------------- | ------ | -------- | -------- | -------------------- | ------- |
| 1.  | 2012年6月9日   | 美国紐澤西大都會人壽體育場 | 阿根廷 | 2–2      | 3–4      | 熱身賽               | [ 82 ]  |
| 2.  | 2012年9月10日  | 巴西累西腓阿魯達體育場     | 中國   | 8–0      | 8–0      | 熱身賽               | [ 84 ]  |
| 3.  | 2012年10月11日 | 瑞典馬爾摩瑞典銀行球場     | 伊拉克 | 1–0      | 6–0      | 熱身賽               | [ 116 ] |
| 4.  | 2012年10月11日 | 瑞典馬爾摩瑞典銀行球場     | 伊拉克 | 2–0      | 6–0      | 熱身賽               | [ 116 ] |
| 5.  | 2013年3月21日  | 瑞士日內瓦日內瓦體育場     | 義大利 | 2–0      | 2–2      | 熱身賽               | [ 117 ] |
| 6.  | 2013年6月9日   | 巴西阿列格雷港竞技场       | 法國   | 1–0      | 3–0      | 熱身賽               | [ 118 ] |
| 7.  | 2013年10月12日 | 首爾首爾世界盃競技場       |        | 2–0      | 2–0      | 熱身賽               | [ 119 ] |
| 8.  | 2013年10月15日 | 中国北京國家體育場         | 尚比亞 | 1–0      | 2–0      | 熱身賽               | [ 120 ] |
| 9.  | 2014年3月5日   | 南非約翰尼斯堡足球城體育場 | 南非   | 1–0      | 5–0      | 熱身賽               | [ 121 ] |
| 10. | 2014年6月12日  | 巴西聖保羅聖保羅體育場     |        | 3–1      | 3–1      | 2014年國際足協世界盃 | [ 90 ]  |
| 11. | 2014年7月8日   | 巴西貝洛奧里藏特           | 德国   | 1–7      | 1–7      | 2014年國際足協世界盃 | [ 91 ]  |
| 12. | 2015年3月26日  | 法國聖但尼法蘭西體育場     | 法國   | 1–1      | 3–1      | 熱身賽               | [ 122 ] |

所有比數左側代表巴西，入球比數欄代表奧斯卡入球後場上的比數

## 榮譽

### 球會
國際體育會
- 南美超級盃：2011（英语：2011 Recopa Sudamericana）[2]
- 足球聯賽：2011（英语：2011 Campeonato Gaúcho）、2012（英语：2012 Campeonato Gaúcho）

 車路士
- 歐霸盃：2012–13[123]
- 英格蘭聯賽盃：2014–15[124]
- 英格蘭超級聯賽：2014–15、2016–17[125]

 上海海港
- 中國足球協會超級聯賽：2018[126]、2023[64]、2024[70]
- 中国足球协会超级杯：2019[127]

### 國家隊
巴西U20
- 南美洲青年足球錦標賽：2011（英语：2011 South American U-20 Championship）[128]
- 國際足協U-20世界盃：2011[129]

 巴西
- 南美超級經典盃：2011（英语：2011 Superclásico de las Américas）[130]、2014[131]
- 國際足協洲際國家盃：2013[7]

### 個人
- 車路士年度最佳入球：2012–13[132]、2014–15[133]
- 中国足球协会超级联赛最佳陣容：2018[134]、2023[66]
- 亞洲聯賽冠軍盃Opta最佳十一人：2019[135]
- 亞洲聯賽冠軍盃全明星隊：2019[136]